# Spilosoma rubitincta
Spilosoma rubitincta là một loài bướm đêm thuộc phân họ Arctiinae, họ Erebidae.